# 14 février aux Jeux olympiques d'hiver de 2018
Pour un article plus général, voir Jeux olympiques d'hiver de 2018.
Le mercredi 14 février aux Jeux olympiques d'hiver de 2018 est le septième jour de compétition et le cinquième jour avec des médailles décernées.  

## Programme
| Heure UTC+9 (Pyeongchang)                     |               |
| bleu                                          | Cérémonie     |
| neutre                                        | Épreuve       |
| or                                            | Finale        |
| orange                                        | Petite finale |
| rose                                          | Reporté       |
| gris                                          | Annulé        |
| Compétition masculine                         | Hommes        |
| Compétition féminine                          | Femmes        |
| Compétition mixte (hommes et femmes mélangés) | Mixte         |
| Compétition en couple (1 homme et 1 femme)    | Couple        |
| modifier                                      |               |

| Horaire | Discipline Spécialité | Discipline Spécialité                    | Discipline Spécialité                      | Phase                                 | Résultats                                                                                   | Références |
| ------- | --------------------- | ---------------------------------------- | ------------------------------------------ | ------------------------------------- | ------------------------------------------------------------------------------------------- | ---------- |
| 09 h 05 |                       | Curling Tournoi masculin                 | Compétition hommes                         | Premier tour Session 1                | 5-9                                                                                         | -          |
| 09 h 05 |                       | Curling Tournoi masculin                 | Compétition hommes                         | Premier tour Session 1                | 5-3                                                                                         | -          |
| 09 h 05 |                       | Curling Tournoi masculin                 | Compétition hommes                         | Premier tour Session 1                | 7-11                                                                                        | -          |
| 09 h 05 |                       | Curling Tournoi masculin                 | Compétition hommes                         | Premier tour Session 1                | 5-6                                                                                         | -          |
| 10 h 00 |                       | Patinage artistique Couples              | Compétition en couple (1 homme et 1 femme) | Programme court                       | -                                                                                           | -          |
| 10 h 15 |                       | Ski alpin Slalom                         | Compétition femmes                         | Reporté                               | -                                                                                           | -          |
| 10 h 30 |                       | Snowboard Half-pipe                      | Compétition hommes                         | Finale                                | Shaun White · Ayumu Hirano · Scotty James                                                   | -          |
| 12 h 10 |                       | Hockey sur glace Tournoi féminin         | Compétition femmes                         | Tour préliminaire Groupe B - Match 9  | 1-2                                                                                         | -          |
| 13 h 45 |                       | Ski alpin Slalom                         | Compétition femmes                         | Finale                                |                                                                                             | -          |
| 14 h 05 |                       | Curling Tournoi féminin                  | Compétition femmes                         | Premier tour Session 1                | 10-5                                                                                        | -          |
| 14 h 05 |                       | Curling Tournoi féminin                  | Compétition femmes                         | Premier tour Session 1                | 3-10                                                                                        | -          |
| 14 h 05 |                       | Curling Tournoi féminin                  | Compétition femmes                         | Premier tour Session 1                | 3-9                                                                                         | -          |
| 14 h 05 |                       | Curling Tournoi féminin                  | Compétition femmes                         | Premier tour Session 1                | 2-7                                                                                         | -          |
| 15 h 00 |                       | Combiné nordique Tremplin normal + 10 km | Compétition hommes                         | Manche de compétition                 | -                                                                                           | -          |
| 16 h 40 |                       | Hockey sur glace Tournoi féminin         | Compétition femmes                         | Tour préliminaire Groupe B - Match 10 | 1-4                                                                                         | -          |
| 17 h 45 |                       | Combiné nordique Tremplin normal + 10 km | Compétition hommes                         | Finale                                | Eric Frenzel · Akito Watabe · Lukas Klapfer                                                 | -          |
| 19 h 00 |                       | Patinage de vitesse 1 000 m              | Compétition femmes                         | Finale                                | Jorien ter Mors · Nao Kodaira · Miho Takagi                                                 | -          |
| 20 h 05 |                       | Biathlon Individuel 15 km                | Compétition femmes                         | Reporté                               |                                                                                             | -          |
| 20 h 05 |                       | Curling Tournoi masculin                 | Compétition hommes                         | Premier tour Session 2                | 6-4                                                                                         | -          |
| 20 h 05 |                       | Curling Tournoi masculin                 | Compétition hommes                         | Premier tour Session 2                | 2-7                                                                                         | -          |
| 20 h 05 |                       | Curling Tournoi masculin                 | Compétition hommes                         | Premier tour Session 2                | 4-7                                                                                         | -          |
| 20 h 05 |                       | Curling Tournoi masculin                 | Compétition hommes                         | Premier tour Session 2                | 4-6                                                                                         | -          |
| 21 h 10 |                       | Hockey sur glace Tournoi masculin        | Compétition hommes                         | Tour préliminaire Groupe B - Match 1  | 3-2                                                                                         | -          |
| 21 h 10 |                       | Hockey sur glace Tournoi masculin        | Compétition hommes                         | Tour préliminaire Groupe B - Match 2  | 2-3                                                                                         | -          |
| 20 h 20 |                       | Luge Double                              | Compétition hommes                         | Finale                                | Tobias Wendl et Tobias Arlt · Peter Penz et Georg Fischler · Toni Eggert et Sascha Benecken | -          |

## Tableau des médailles provisoire
- Pays organisateur (Corée du Sud)

| Rang  | Nation     | Or                                                              | Argent | Bronze                              | Total |
| ----- | ---------- | --------------------------------------------------------------- | --- | ----------------------------------- | ----- |
| 1     | Allemagne  | Médaille d'or, Jeux olympiques · Médaille d'or, Jeux olympiques | | Médaille de bronze, Jeux olympiques | 3     |
| 2     | États-Unis | Médaille d'or, Jeux olympiques                                  | |                                     | 1     |
| 2     | Pays-Bas   | Médaille d'or, Jeux olympiques                                  | |                                     | 1     |
| 4     | Japon      |                                                                 | Médaille d'argent, Jeux olympiques · Médaille d'argent, Jeux olympiques · Médaille d'argent, Jeux olympiques | Médaille de bronze, Jeux olympiques | 4     |
| 5     | Autriche   |                                                                 | Médaille d'argent, Jeux olympiques                                                                           | Médaille de bronze, Jeux olympiques | 2     |
| 6     | Australie  |                                                                 | | Médaille de bronze, Jeux olympiques | 1     |
| Total | Total      | 4                                                               | 4 | 4                                   | 12    |

| Rang  | Nation             | Or | Argent | Bronze | Total |
| ----- | ------------------ | -- | ------ | ------ | ----- |
| 1     | Allemagne          | 7  | 2      | 3      | 12    |
| 2     | Pays-Bas           | 5  | 4      | 2      | 11    |
| 3     | États-Unis         | 4  | 1      | 2      | 7     |
| 4     | Norvège            | 3  | 5      | 4      | 12    |
| 5     | Canada             | 3  | 4      | 3      | 10    |
| 6     | France             | 2  | 1      | 2      | 5     |
| 7     | Autriche           | 2  | 1      | 1      | 4     |
| 8     | Suède              | 2  | 1      | 0      | 3     |
| 9     | Italie             | 1  | 1      | 1      | 3     |
| 10    | Corée du Sud       | 1  | 0      | 1      | 2     |
| 11    | Japon              | 0  | 4      | 3      | 7     |
| 12    | Russie (OAR)       | 0  | 1      | 3      | 4     |
| 13    | Australie          | 0  | 1      | 1      | 2     |
| 13    | République tchèque | 0  | 1      | 1      | 2     |
| 15    | Chine              | 0  | 1      | 0      | 1     |
| 15    | Slovaquie          | 0  | 1      | 0      | 1     |
| 15    | Suisse             | 0  | 1      | 0      | 1     |
| 18    | Finlande           | 0  | 0      | 2      | 2     |
| 19    | Kazakhstan         | 0  | 0      | 1      | 1     |
| Total | Total              | 30 | 30     | 30     | 90    |